# Ушаково (Тюменская область)
Ушаково — село в Вагайском районе Тюменской области. Административный центр Ушаковского сельского поселения.

## География
До центра района — села Вагай — около 87 километров по шоссе. Автобусное сообщение.

## Инфраструктура
- Начальная школа[2]

## Население
| 2010 |
| ---- |
| 400  |